# Libra samoana
La libra fue la unidad monetaria de Samoa desde 1914, hasta 1967. Esta divisa se subdividía en 20 chelines, y cada chelín constaba de 12 peniques.

## Historia
En 1914, tras la ocupación de Samoa Alemana por parte de Nueva Zelanda, la libra esterlina reemplazó al marco de oro alemán como moneda de curso legal en dicho territorio. Cuando la libra neozelandesa rompió con la paridad que mantenía con la libra esterlina en 1930, al comienzo de la Gran Depresión, la unidad monetaria samoana siguió los mismos pasos que tomó la moneda de Nueva Zelanda. Cuando las autoridades neozelandesas determinaron la decimalización de su unidad monetaria en 1967, la libra samoana fue sustituida por el Tālā a una tasa de 1 libra = 2 tala.

## Billetes
En 1915 fueron puestos en circulación los primeros billetes provisionales (datados en 1914 pero puestos en vigencia al año siguiente) emitidos por la Fuerza Militar de Ocupación de Nueva Zelanda. Estos eran billetes sobreimpresos de 1 y 5 libras del Banco de Nueva Zelanda, firmados por el Teniente Coronel Logan. En 1920 se agregaron a la circulación billetes sobreimpresos de 10 chelines, también pertenecientes al Banco de Nueva Zelanda. Hacia 1922 se emitieron billetes "bajo la Autoridad del Gobierno de Nueva Zelanda" con denominaciones de 10 chelines, 1 y 5 libras. Los mismos se siguieron emitiendo hasta el año 1961, cuando el Banco de Samoa Occidental asumió la responsabilidad sobre la emisión de papel moneda. Los primeros billetes emitidos por el banco samoano fueron billetes resellados de las emisiones anteriores a 1961. En 1963, se introdujeron billetes diseñados por el Banco de Samoa Occidental con denominaciones de 10 chelines, 1 y 5 libras.

## Monedas
No se emitieron monedas especialmente diseñadas para circular en Samoa, por lo que han circulado las monedas de la libra esterlina hasta 1934, y posteriormente predominaron las monedas de Nueva Zelanda.